# SuperNigga
 SuperNigga – minialbum amerykańskiego rapera U-God'a członka Wu-Tang Clan wydany 10 maja 2003 roku nakładem wytwórni Landspeed Records. SupaNigga zostało w całości wyprodukowane przez DJ Homicide'a, a w utworze "WildStyle SuppaFreak" gościnnie wystąpił przyjaciel rapera Leatha Face. Sesja nagraniowa oraz miks zostały wykonane przez Arty Skye'a w  Quad Recording Studios w Nowym Jorku natomiast mastering został wykonany w The Cutting Room tamże. Album ukazał się tylko w wersji winylowej.

## Lista utworów
Opracowana na podstawie źródła.
U Side
1. SuperNigga (Clean)
2. SuperNigga (Dirty)
3. SuperNigga (Instrumental)

God Side
1. WildStyle SuppaFreak (Clean) (gośc. Leatha Face)
2. WildStyle SuppaFreak (Instrumental)

## Informacje
| Informacje o wydaniu - Nazwa: SuperNigga - Nr katalogowy: LSR 3011 - Miks: Quad Recording Studios - Sesja nagraniowa: Quad Recording Studios - Mastering: The Cutting Room - Tłoczenie: Landspeed Records - Dystrybucja: Landspeed Records | Personel - U-God - wokal, tekst - DJ Homicide - producent, tekst - Leatha Face - wokal, tekst - C-Luv - A&R - Karma -design - Arty Skye - miks, inżynier nagrania - Kaysh Shinn - fotograf |